# Socialistična zveza delovnega ljudstva Slovenije
Socialistična zveza delovnega ljudstva Slovenije (kratica SZDLS) je bila »prostovoljna demokratična fronta vseh delovnih ljudi in občanov kot posameznikov in njihovih družbenopolitičnih in drugih interesnih oblik združevanja z namenom graditve socialistične samoupravne družbe«.
Ustanovljena je bila aprila 1953, ko se je na svojem 4. kongresu dotedanja Osvobodilna fronta v Sloveniji kot dotedanji del Ljudske fronte Jugoslavije, skladno z njenim preimenovanjem v SZDL Jugoslavije, preimenovala v SZDLS. 27. decembra 1989 je prenehala delovati kot družbenopolitična organizacija, ki je vključevala tudi vse druge družbene oz. družbenopolitične organizacije, ki so bile poleg nje še 4 (ZKS, Zveza sindikatov, ZSMS, ZZB NOV), do 1953 tudi AFŽ, ki so jo nadomestile Zveza ženskih društev oz. kasneje posebne organizacijske strukture - konference za družbeno aktivnost žensk pri (RK) SZDL. Njeno kolektivno članstvo so sestavljala tudi vsa ostala - "navadna" društva, med katerimi je po političnem "režimskem" pomenu še posebej izstopala "paravojaška" organizacija Zveza rezervnih vojaških starešin (ZRVS).   
Na jugoslovanski (zvezni) ravni je bilo v začetku (tik pred in nekaj časa po osvoboditvi) vključenih še več srbskih in delno tudi hrvaških (HRSS) političnih strank, ki so se odločile za sodelovanje s KPJ v Enotni ljudsko/narodno-osvobodilni fronti (Jedinstveni narodno-oslobodilački front /JNOF, ki se je na svojem 1. kongeresu v Beogradu avgusta 1945 preimenovala v NFJ/Ljudsko fronto), a je bil njihov obstoj kmalu marginaliziran in postopoma popolnoma onemogočen, nekateri od njihovih voditeljev pa politično procesirani in kaznovani ali celo zaprti.  
SZDL je sprejemala vodilno vlogo Zveze komunistov pri usmerjanju in razvijanju "samoupravne socialistične demokracije" ter celotnega političnega in gospodarskega razvoja. V vodstvenih organih SZDL, zlasti na višjih ravneh, so imeli člani ZKS večinoma odločilno vlogo, vendar so v republiških organih ves čas sodelovali tudi predstavniki oz. nasledniki ustanovnih skupin OF. Po drugi svtovni vojni je bila OF oz. SZDL najširša mobilizatorka in organizatorka prebivalstva v različnih političnih akcijah (zaradi nekaterih, npr. prisilnih odkupov, kolektivizacije kmetijstva ipd. je izgubila precej množične podpore), člani ZK pa so bili v njenih organih in organizacijah najbolj dejavni. Vtis, da je SZDL v glavnem le transmisija ZK oz. "partije" je kvečjemu prispeval k večji demokratičnosti njene politike, je povečevala tudi enakost temeljnih političnih nalog vseh vanjo združenih družbenopolitičnih subjektov. Kljub težnjam po enotnem in zato tudi centraliziranem delovanju vseh političnih dejavnikov je SZDLS podobno kot OF ohranjala določeno avtonomnost v programskem (samostojne politične akcije) in organizacijskem (izvirne organizacijske oblike) pogledu. Avtonomnost in samoniklost SZDLS pa sta nihali v odnosu do ZK in tudi v okviru SZDL Jugoslavije. Z dokumentom Socialistična zveza delovnega ljudstva danes iz 1970 se je SZDLS na podlagi kritične analize dotedanjega delovanja začela preoblikovati v bolj demokratično in samostojno organizacijo, v kateri je mogoče dosegati najširše neposredno soglasje o razvoju socialistične samoupravne družbe. Z oživljanjem tradicije OF je v razmerah "socialističnega samoupravljanja" skušala ustvariti možnosti za izražanje političnonazorske pluralnosti v organizaciji kot nekakšnem stalnem "vseljudskem parlamentu". Namen različnih oblik in metod njenega dela (sekcije, komisije, sveti, koordinacijski odbori, problemske konference, javne tribune) je bilo stalno evidentiranje in usklajevanje problemov in stališč ter enotno politično delovanje. K usklajevanju in enotnosti je prispevala tudi obvezna enakopravna sestava stalnih in občasnih teles SZDLS. Enakopravno in usklajeno delovanje političnih subjektov naj bi uspešno nadomeščalo večstrankarski sistem, vendar pod pogojem, da se interesi posameznikov in ožjih skupin izrazijo in upoštevajo na nižjih ravneh, na višjih pa že kot stališča političnih dejavnikov, kar se je izrazilo v forumskem načinu odločanja. Še izrazitejši sta bili organizacijska in tudi nazorska pluralnost v osemdesetih letih, ko so z začenjanjem in sprejemanjem dialoga s politično alternativo, odnosom do božiča ipd. tudi v okviru SZDLS nastajali zametki za obnovo političnega in idejnega pluralizma. Tako sta opredeljevala vlogo SZDLS tudi ustava iz 1974 in zlasti njen novi statut (1975, dopolnjen 1981).  
Vloga SZDL je bila množična mobilizacija ljudi za izgradnjo novega družbenega in političnega sistema, imela je tudi ustavno opredeljeno vlogo pri volitvah oz. kandidacijskih postopkih v skupščine vseh ravni kot "množičnega vseljudskega parlamenta", ki je bila nekakšen "dežnik" vseh oblik političnega in društvenega organiziranja, kar pomeni, da je formalno vključevala vse politične organizacije in tudi nepolitična društva, nadzorovala tisk oz. medije itd. Dejansko pa je bila SZDL transmisija Komunistične partije (že 1952 preimenovane v Zvezo komunistov), katere program je na jugoslovanski ravni tudi formalno prevzela za svojega. Zato so njeni vodilni funkcionarji imeli običajno hkrati tudi visoke funkcije v ZK (do začetka 60. let je bil predsednik SZDL na republiški in zvezni ravni obenem vodilni sekretar ZK v posamezni federalni enoti), obenem pa so zaradi "videza demokratičnosti in širine" v njene organe vključili tudi nekatere predstavnike nekdanjih konstitutivnih skupin OF ("demokratičnih" Sokolov, krščanskih socialistov in kulturnikov), čeprav so večinoma že zdavnaj postali komunisti, pa tudi posamezne nekomuniste, ki so bili "prijazni" do socializma (npr. naslovni škof Vekoslav Grmič). Sprva je bilo članstvo individualno, torej množično, na jugoslovanski ravni torej vsaj 7-8 milijonsko, ker je poskušalo zajeti kar največji del prebivalstva, kasneje pa je postalo dejansko poleg članstva na lokalni ravni, ki se ni več evidentiralo, le kolektivno, saj je bil posamezik, ki je bil član katerekoli organizacije ali društva, s tem avtomatično tudi član SZDL. Posebnost slovenske SZDL je bila vsaj navidez nekoliko izrazitejša vloga v političnem sistemu zaradi tradicije OF, prav tako pa je njen predsednik ustavno zagotovljeno članstvo v Predsedstvu SRS (poleg predsednika CK ZKS, ki je imel izključno pravico do članstva "po položaju" tudi v predsedstvih drugih republik, prav tako pa predsednik CK ZKJ v Predsedstvu SFRJ).  
Po ustavi SRS je bila SZDLS "najširša družbena in politična osnova samoupravljanja, v kateri včlanjeni posamezniki ter njihova politična in interesna združenja, družbenopolitične organizacije in društva, ki enakopravno in dogovorno uresničujejo politično in akcijsko enotnost ter usmerjajo celoten družbeni razvoj". Zajemala je vse prebivalstvo in vse oblike njegove politične in interesne organiziranosti. Opravljala je osrednje organizacijske in usklajevalne naloge pri evidentiranju in kandidiranju ter volitvah nosilcev javnih funkcij. S pobudami individualnih in kolektivnih članov je bila nosilka ali dejavna soudeleženka vseh pomembnih nalog pri razvijanju političnega (posebej delegatskega) sistema in samoupravnih interesnih skupnosti (t.i. SIS-ov), gospodarskega sistema, socialne, humanitarne in družbenih dejavnosti ter zunanje politike in mednarodne dejavnosti. Posebno skrb je namenjala vprašanjem Slovencev v zamejstvu, izseljenstvu in zdomstvu (poleg stalne komisije pri republiškem vodstvu tudi neposredno sodelovanje in oblike pomoči, ki je bila dolgo usmerjena predvsem k levo opredeljenim skupinam zamejskih Slovencev, od sedemdesetih let pa postopoma tudi k nazorsko drugače usmerjenim); s položajem žensk v družbi se je ukvarjala stalna konferenca žensk (kot nadaljevalka AFŽ), z odnosi z verskimi skupnostmi poseben koordinacijski odbor oz. svet, s kadrovskimi nalogami koordinacijski odbor, sestavljen iz predstavnikov republiških družbenopolitičnih in predstavniških organov, na področju javnega obveščanja pa je SZDLS konec šestdesetih let od države prevzela vlogo ustanoviteljice sredstev obveščanja (brez materialnih pristojnosti). V začetku sedemdesetih let je uvedla tiskovni svet kot vez med politiko in sredstvi obveščanja. Od konca sedemdesetih let je namenjala večjo skrb slov. jeziku (posvet Slovenščina v javnosti 1979, nato ustanovitev Sekcije za slovenščino v javnosti in Jezikovnega razsodišča oz. Sveta za slovenščino v javnosti). Bila je med poglavitnimi snovalci zamisli o t. i. enotnem slovenskem kulturnem prostoru.  
Organizirana je bila po teritorialnem in interesnem načelu. Do 1967 je bil najvišji organ kongres, ki je volil Glavni odbor SZDLS (enako na zvezni ravni), njegove sprotne naloge pa je opravljal izvršni odbor. Delovali so krajevni, občinski in do odprave okrajev (1965) okrajni odbori. Po 1967 je bila najvišji organ Republiška konferenca SZDLS (sklic kongresa je bil predviden samo v izrednih razmerah, prejšnjo vlogo kongresa pa so opravljale programsko-volilne seje republiške konference) s predsedstvom kot političnoizvršilnim organom, ki je za operativne naloge imelo izvršni odbor. Konference z izvršilnimi idr. delovnimi telesi so bile najvišji organi SZDLS tudi na krajevni in občinski ravni ter v posebnih družbenopolitičnih skupnostih (Ljubljana, Skupnost obalnih občin, kasneje Maribor). Sodelovanju med občinskimi organizacijami so bili namenjeni medobčinski sveti SZDL. Vse konference so bile delegatsko sestavljene iz predstavnikov "delovnih ljudi oz. občanov" ter njihovih združenj na ravni posamezne konference. Višje organe SZDL so prav tako delegatsko sooblikovali izvoljeni predstavniki nižjih organizacij ter predstavniki organizacij in združenj z ustrezne ravni. Za posebne dosežke v družbenopolitični in društveni dejavnosti so konference SZDLS od 1970 posameznikom in organizacijam podeljevale priznanja Osvobodilne fronte slovenskega naroda. Čeprav je SZDL skušala ustvarjati možnosti za interesno pluralnost v svojih okvirih in bila eden od nosilcev koncepta  "demokratičnega pluralizma samoupravnih interesov", je konec osemdesetih let (po začetni nepripravljenosti na politično pluralizacijo in nastajanje {glej} političnih strank) dopuščala vključevanje novih političnih subjektov v SZDL in spreminjanje svojega ustavnega položaja ter statuta, sprejemala alternativo (okrogle mize, koordinacije), zagotavljala novim političnim zvezam prostor in tehnično pomoč, se z njimi dogovarjala o volitvah 1990 idr. Tudi zaradi tega pa se je sama le počasi prenavljala. Po 1989 so posamezne funkcije SZDLS prehajale na druge ustanove (zlasti parlamentarne, npr. volilna komisija) ali pa so bile opuščene (pristojnosti glede medijev - "sredstev javnega obveščanja"). Jeseni 1989 je zasnovala nov program na temelju moderne evropske socialistične misli in tradicij OF. S programom in novim statutom je hotela izraziti svojo socialno usmerjenost in avtonomnost, pri čemer se je omejila od mnogih preteklih postopkov in odnosov; posebej je poudarjala prizadevanja za materialno in duhovno bogatejše življenje, visoko raven človekovih pravic in temeljnih svoboščin, pravno državo, Jugoslavijo kot državo miru in napredka ter evropsko usmeritev Slovenije. Dne 9. 1. 1990 se je spremenila v Socialistično zvezo Slovenije in z novimi programskimi izhodišči uspešno nastopila na volitvah 1990. Njeni organi so bili kongres, konferenca, predsedstvo (izvršni odbor) ter odbori, sveti in komisije kot stalna ali začasna telesa. Na kongresu 9. 6. 1990 se je preimenovala v {glej} Socialistično stranko Slovenije. Ta se je na 2. kongresu 12. 3. 1994 s 3 drugimi strankami združila v Liberalno demokracijo Slovenije.  
Ob koncu 80. let je zaradi vznika novih političnih "zvez" oz. (proto-)strank SZDL pod predsedstvom Jožeta Smoleta organizirala "Okroglo mizo", ki so se je udeležili vsi novi politični subjekti, a ni pripeljala nikamor, nazadnje pa je sama SZDL postala ena izmed njih.  
Bila je del SZDL Jugoslavije, katere predsednik je bil do 1964 Josip Broz - Tito, potem pa so se njeni predsedniki redno menjavali (po vrsti Blažo Jovanović, Lazar Koliševski, Veljko Milatović, ... od 1982 naprej vsako leto. Najvišji organ te najširše politične organizacije je bila delegatsko izvoljena Zvezna oz. Republiška konferenca SZDL,  
Iz Slovenije so bili generalni sekretarji zveznega sveta (oz. po 1967 zvezne konference) SZDLJ Edvard Kardelj (1953–60), Beno Zupančič (1967–71) in Marjan Rožič (1972–78); ta je bil 1 leto tudi njen predsednik (kot član predsedstva zvezne konference v obdobju 1982–87), podpredsednica SZDL Jugoslavije pa je bila v 60. letih Lidija Šentjurc.
Leta 1990 se je preoblikovala v Socialistično stranko Slovenije.
Predsedniki SZDL so bili:
- Miha Marinko (1953–1961)
- Vida Tomšič (1961–1962)
- Albert Jakopič (1962–1963)
- Vida Tomšič - drugič (1963–1967)
- Janez Vipotnik (1967–1973)
- Mitja Ribičič (1973–1982)
- Franc Šetinc (1982–1986)
- Jože Smole (1986–1990)